# Emanuel von Bodman
Emanuel von Bodman est le nom de plume du baron Johann Franz Immanuel August Heinrich von und zu Bodman, poète et écrivain allemand, né le 23 janvier 1874 à Friedrichshafen et mort le 21 mai 1946 à Gottlieben.
Il est issu d'une vieille famille d'officiers originaire du pays de Bade.
Marié en premières noces avec Blanche von Fabrice (1880-1968) de 1902 jusqu'à son divorce en 1909, il épouse à Saint-Gall le 16 mars 1914 Clara Herzog (1890-1982) qui reste son épouse jusqu'à son décès.

## Biographie
Il passe son enfance en Suisse à Kreuzlingen et suit les cours du gymnase de Constance. Après ses études à Zurich (1894), Munich et Berlin il va s'établir en Suisse à Gottlieben. Après son mariage avec Clara Herzog, il vit de 1920 à sa mort dans une vieille et pittoresque maison de commerce sur la place du village de Gottlieben. Sa maison devient le point de rencontre de nombreux artistes et écrivains comme Richard Dehmel, René Schickele, Rainer Maria Rilke, Ludwig Klages et Hermann Hesse.
Resté dans la tradition du romantisme et du néo-classicisme, il écrit de nombreux drames, des nouvelles et des centaines de poèmes.
Son œuvre est publiée en dix tomes après sa mort par Karl Preisendanz. Sa maison devient le siège de la fondation Bodman.

## Œuvres
- Der Fremdling von Murten, Berlin 1907
- Mein Vaterland, Mannheim 1914
- Schicksal und Seele, Stuttgart 1918
- Das hohe Seil, Stuttgart 1981
- Erwachen, Stuttgart 2005

### Œuvres complètes
- Karl Preisendanz (éditeur): Die gesamten Werke. Reclam, Stuttgart.
  - Der Wandrer und der Weg. 1961.
  - Der Tiefe Brunnen. 1952.
  - Herz eines Bildners. 1951.
  - Dramen. 1954.
  - Dramen 2. Donatello. 1957.
  - Dramen 3. Hans Waldmann. 1957.
  - Buch der Kindheit. 1952.
  - Erzählungen und Novellen. 1955.
  - Erzählungen und Novellen 2. 1955.
  - Vermischte Schriften. 1961.